# Claire Mérouze
Claire Mérouze, née à Bordeaux en 1986, est la première femme pilote de chasse de Rafale. Elle est lieutenant-colonel depuis 2022.

## Biographie
Fille d'un ancien officier navigateur sur Mirage IV, elle attrape très tôt la passion de l'aviation en accompagnant son père dans les meetings aériens. En septembre 2005, elle réussit le concours d'entrée à l'École de l'air de Salon-de-Provence (Bouches-du-Rhône).

### Pilote de chasse
Après six années de formation, elle est affectée à la Base aérienne 113 Saint-Dizier-Robinson en janvier 2012. Elle commence une formation à l'escadron Rafale 2/92 « Aquitaine », avec des simulateurs, puis à l'Escadron 5/2 Côte d'Or, en voltige et en vol aux instruments, avec l'Alpha Jet, surnommé « Le Gadget ».
Major de sa promotion à la Base aérienne 120 Cazaux, en Gironde, elle reçoit une nouvelle affectation à l'Escadron de chasse 1/7 Provence, sous les ordres du lieutenant-colonel Damien Rouillé. C'est sous le nom de code de « Sharon » qu'elle obtient dans le ciel de Norvège ses dernières qualifications avec le Rafale.
Elle est la 12e femme en France à être brevetée pilote de chasse et la première à piloter le Rafale (les premières femmes pilotes de chasse sont Élisabeth Boselli en 1946 et Caroline Aigle en 1999).
En août 2020, elle devient chef des opérations de l’Escadron de chasse et d'expérimentation 1/30 Côte d'Argent à la Base aérienne 118 Mont-de-Marsan. Elle prend le commandement de l'escadron le 19 juillet 2022.
Le 11 juillet 2022 elle reçoit d'Emmanuel Macron la décoration de chevalier de la Légion d'honneur.

### Sportive accomplie
Elle pratiqua le saut à la perche et l'heptathlon et fut classée dans les vingt meilleures françaises. Elle arrêta lors de sa préparation d'entrée à l'École de l'air.

### Missions
En 2022, elle totalise soixante-six missions, représentant 1.600 heures de vol.
Une mission au Mali.[évasif]

## Distinctions
- Chevalier de la Légion d'honneur (2022)[9]

## Hommages
- 2012 : marraine des VIIIe rencontres Aéronautiques et Spatiales de Gimont du 27 septembre au 7 octobre[10]
- 2013 : elle reçoit à Avoriaz cette année le trophée des femmes en or, dans la catégorie « Femmes d'Exploit »
- 2014 : invité d'honneur à la Saint-Vincent de la Confrérie des Baillis de Pouilly-sur-Loire[11]
- 2017 : marraine d'Airexpo 2017, meeting aérien organisé par les étudiants de l'ENAC et de l'ISAE-Supaéro sur l'aérodrome de Muret-Lherm
- 2019 : marraine du premier tunnelier du prolongement de la ligne 14 Sud, qui s'inscrit dans le projet du Grand Paris Express. Le tunnelier a été nommé Claire, d'après le nom de sa nouvelle marraine. Le tunnelier a été baptisé le 3 avril 2019, s'est élancé le 5 juin suivant, et a terminé son creusement en perçant le tympan de l'ouvrage Jean Prouvé le 10 décembre 2020 après avoir parcouru 4500 mètres.

## Vidéos
- Images et vidéos sur le site estrepublicain.fr
- Vidéo dédiée à « Claire Mérouze, seule femme au monde pilote de Rafale » sur le site aeronewstv.com[12]
- Le dimanche 9 mars 2014, le magazine 66 minutes, sur M6  diffusa un portrait du capitaine Claire Mérouze, pilote de Rafale

## Sources
- « Nominations au Journal officiel de la République française : Claire Mérouze », sur jorfsearch.steinertriples.ch (consulté le 28 juin 2018)